# جاك بويل
جاك بويل (24 مارس 1996 بكرايستشرش في نيوزيلندا - ) (بالإنجليزية: Jack Boyle)‏ هو لاعب كريكت نيوزلندي.

## وصلات خارجية
- جاك بويل على موقع إي آس بي آن كريك إنفو (الإنجليزية)